# روکوود (نیو ساوت ولز)
روکوود (به انگلیسی: Rookwood) یک حومه شهر در استرالیا است که در نیو ساوت ولز واقع شده‌است.